# Węzeł autostradowy Saarbrücken
Węzeł autostradowy Saarbrücken (niem. Autobahnkreuz Saarbrücken, AK Saarbrücken, Kreuz Saarbrücken) – węzeł drogowy na skrzyżowaniu autostrad A1 i A8 w kraju związkowym Saara w Niemczech. Nazwa węzła pochodzi od pobliskiego Saarbrücken.

## Natężenie ruchu
Dziennie przez węzeł autostradowy Saarbrücken przejeżdża blisko 65 tys. pojazdów.
| Z                  | Do                  | Średnie dzienne natężenie ruchu | Udział ruchu ciężkiego |
| ------------------ | ------------------- | ------------------------------- | ---------------------- |
| AS Illingen (A1)   | AK Saarbrücken      | 31 500                          | 8,4%                   |
| AK Saarbrücken     | AS Quierschied (A1) | 18 900                          | 5,4%                   |
| AS Heusweiler (A8) | AK Saarbrücken      | 36 400                          | 13,0%                  |
| AK Saarbrücken     | AS Merchweiler (A8) | 47 100                          | 11,3%                  |